# Hans Morgenstern
Hans Morgenstern (Pseudonyme: Hans  Schubert, Hans Wiener; * 17. Februar 1905 in Wien; † 22. Oktober 1965 ebenda) war ein österreichischer Handelskaufmann und Dramatiker.
Der hauptberufliche Handelskaufmann hatte seinen ersten künstlerischen Erfolg 1934 mit der Vorstadtkomödie, die am Wiener Raimundtheater uraufgeführt wurde. Nach dem Anschluss Österreichs im März 1938 wurde er in das KZ Dachau deportiert. Er emigrierte nach seiner Freilassung 1939 nach Shanghai, wo er für chinesische und russische Firmen kaufmännische Arbeiten erledigte.
Er verfasste etwa 20 Stücke, von denen ein gutes Dutzend aufgeführt wurde. Gemeinsam mit Mark Siegelberg schrieb er die Schauspiele Fremde Erde und Die Masken fallen, die postum 1996 herausgegeben wurden. Daneben verfasste er Feuilletons für Emigrantenzeitungen und die britische Rundfunkstation XGDN (XCDN).
1947 kehrte er nach Österreich zurück und schrieb das Fernsehspiel Tingeltangel (mit Curd Jürgens) sowie das Hörspiel Die Prinzessin von Condé und wurde ab 1958 mit den Drehbüchern zur österreichischen Fernsehserie Familie Leitner bekannt.

## Theaterstücke
- Vorstadtkomödie, 1934.
- Stadtpark, 1950, Verfilmung 1951, Verfilmung 1963.
- Warum nicht heiraten, meine Herren, 1953.
- Die Verlorenen, 1955.
- Der Bund fürs Leben, 1959.
- Mit besten Empfehlungen, 1963.